# 柏林乡 (舒城县)
柏林乡，是中华人民共和国安徽省六安市舒城县下辖的一个乡镇级行政单位。

## 行政区划
柏林乡下辖以下地区：
秦桥社区、青墩村、兴和村、祝井村、付墩村、石岗村、宋圩村、孔堰村、谢河村、井岗村、官沟村、蔡店村、双墩村、跃进村、柏林村、界河村、袁塘村、杨店村、秦桥村、响井村、大墩村、花城村、石井村、马松村和三桥村。